# Steyr 580
Der Steyr 580 war ein 6-Tonnen-Lastkraftwagen der Steyr-Daimler-Puch AG.

## Geschichte
Der Steyr 580 erschien im Jahr 1957 und war die 6-Tonnen-Nutzlast-Version des Steyr 480, er war auch technisch sehr ähnlich und hatte den gleichen Vierzylinder-Dieselmotor WD 413c mit Vorkammereinspritzung. Mit 5,3 Liter Hubraum leistet er maximal 95 PS (70 kW) bei 2300/min, später wurde die Leistung auf bis zu 105 PS (77 kW) bei gleicher Nenndrehzahl gesteigert. Der Motor hatte nasse Laufbuchsen, Einzelzylinderköpfe und schräg geteilte Pleuelfüße, so konnten außer der Kurbelwelle alle wesentlichen Teile bei eingebautem Motor getauscht werden. Die Kurbelwelle war fünffach gleitgelagert und der Motorblock aus einer Aluminium-Siliziumlegierung gegossen. Die Einscheibentrockenkupplung wurde hydraulisch betätigt. Das Fünfganggetriebe mit Klauenschaltung war mit einem Zweigang-Vorgelege kombiniert, sodass es zehn Gänge gab. Das Differential konnte gesperrt werden.
Wie schon den 480er gab es auch den 580er in den verschiedenen Ausführungen 580g (Kurzfahrgestell mit 3710 mm Radstand), 580f (Großraumversion), 580k (Kipper) und 580n (Langversion) sowie als Sattelzugmaschine 580 m mit 3260 mm Radstand. Der Leiterrahmen war geschweißt, Die starren Achsbrücken hingen an Längsblattfedern, hinten mit Zusatzfeder, unter Last wurde die Federung härter. Die Rollenlenkung kam von ZF. Die Betriebsbremse war hydraulisch betätigt, mit Druckluftunterstützung, die Feststellbremse arbeitete mit Seilzügen auf die Hinterräder. An allen Rädern gab es Trommelbremsen, vorn Duplex- und hinten Servobremsen.
1958 erschien mit dem 580g Allrad der erste Steyr-Lkw mit Allradantrieb, der vor allem vom österreichischen Bundesheer beschafft wurde und teilweise bis in die 1980er Jahre im Einsatz war.
Nach nur drei Jahren Bauzeit wurde der 580 im Jahr 1960 durch den Steyr 586 mit neu konstruiertem Sechszylindermotor abgelöst.

## Bilder

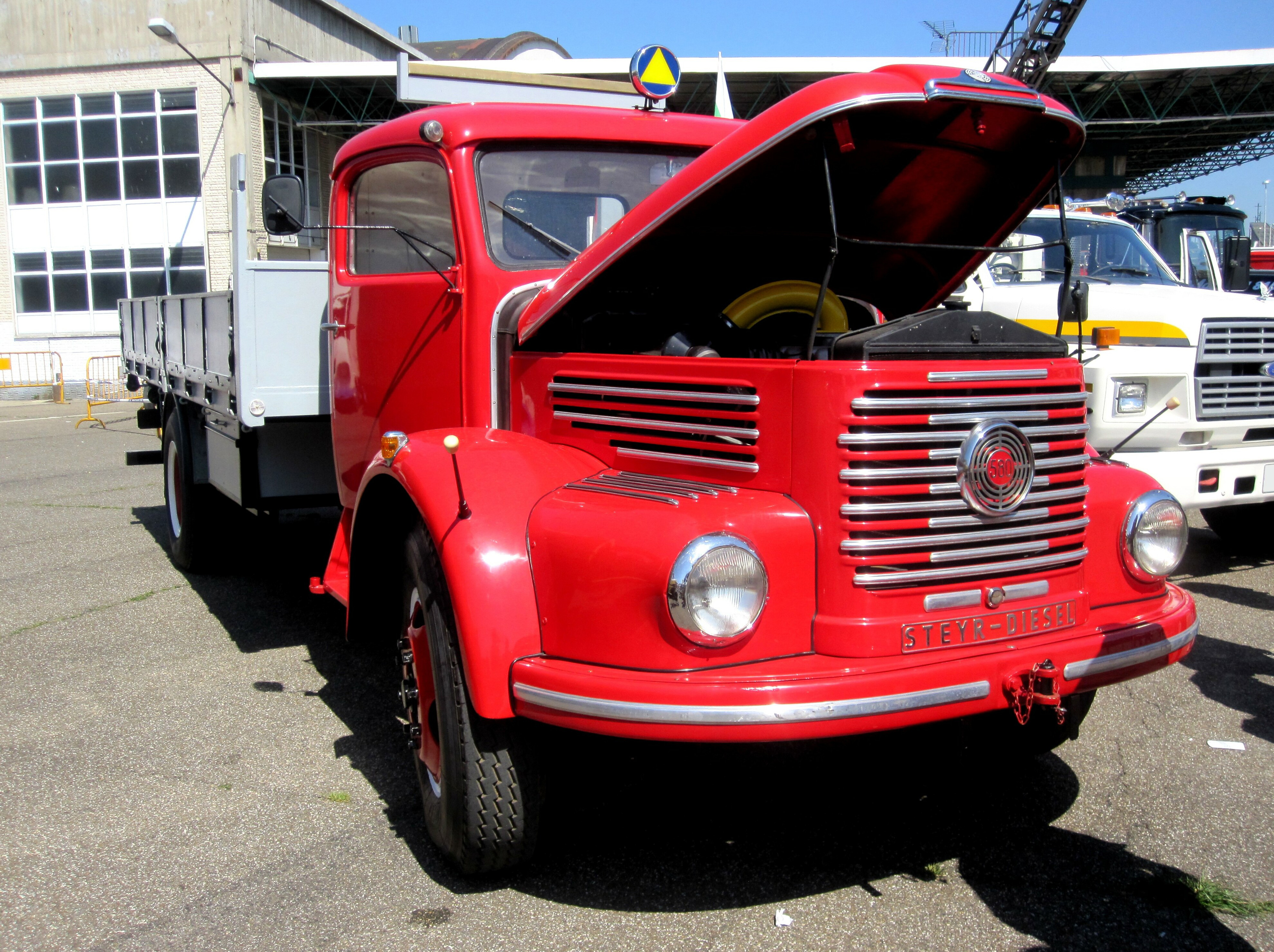
Steyr 580 Pritschenwagen in Spanien
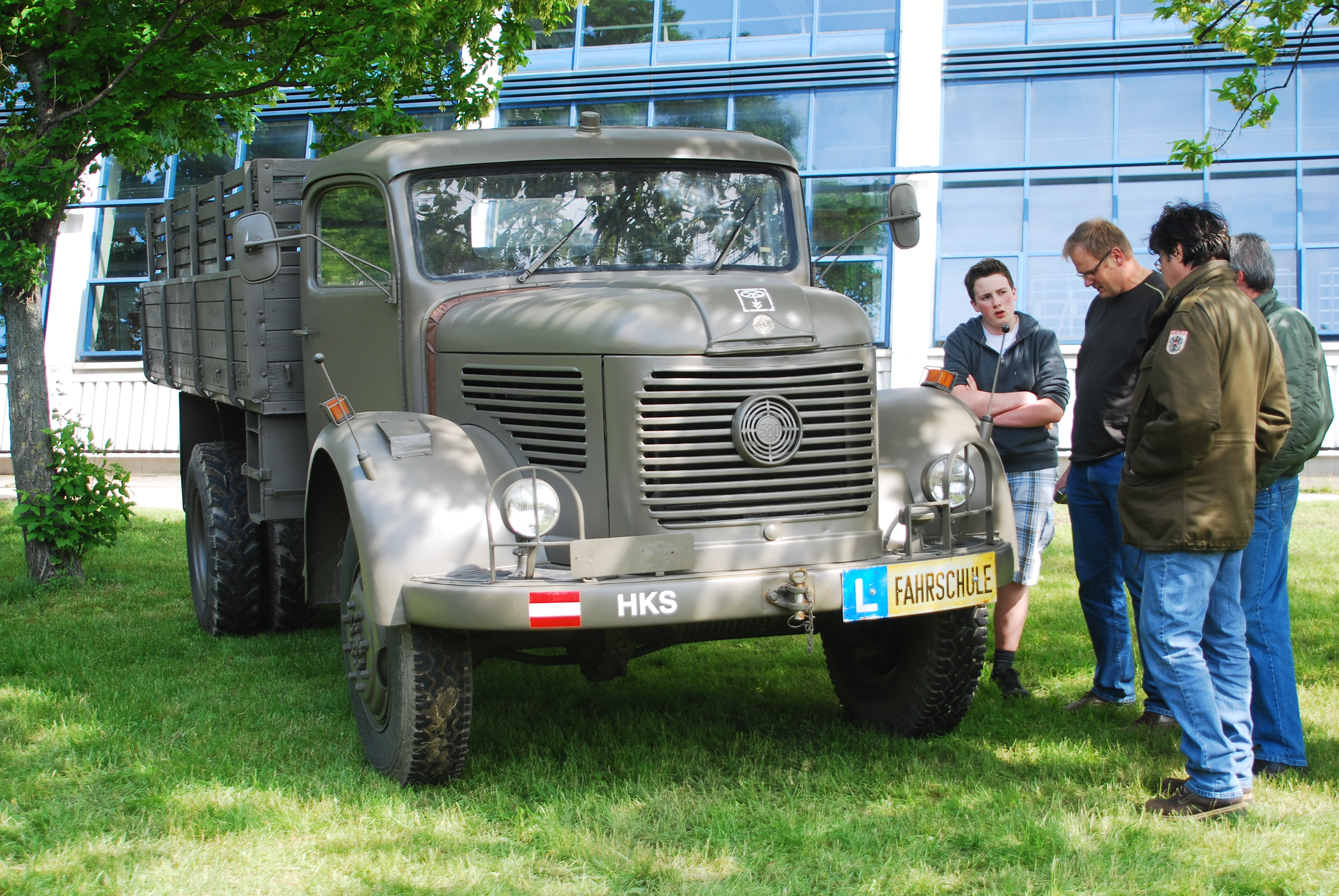
Steyr 580 des Bundesheeres